# 梁楞
梁楞（?—355年），前秦安定郡（甘肃省镇原县东南曙光乡）人。
歷官车骑将军、尚书令。苻生即位時，与鱼遵、雷弱兒、毛貴、王堕、段纯、梁安、辛牢等八人，同为辅政大臣。大秦壽光元年（355年）秋中，中書監胡文、中書令王魚向皇帝苻生諫奏應砥礪品德以化解天相變異所帶災難。秋末，遭苻生下令斬殺以應天變。
梁楞是苻生的岳父梁安的兄弟或堂兄弟。壽光元年九月，术士对苻生说星象显示三年内国有大丧，皇帝应改错避灾。苻生却以自己的方式，应验了灾象：他将梁皇后、梁皇后的舅父毛貴、梁皇后的父親梁安、梁楞全部处死。